# ウェンデル・H・フォード
ウェンデル・ハンプトン・フォード（英語：Wendell Hampton Ford、1924年9月8日 - 2015年1月22日）は、アメリカ合衆国の政治家。連邦上院議員、第53代ケンタッキー州知事を務めた。ケンタッキー州では初めて副知事・州知事・連邦上院議員を連続して務めた者となった。
1991年から1999年まで上院民主党院内幹事となり、1971年に州知事に選ばれてから1999年に連邦上院議員を辞職するまでケンタッキー州民主党の指導者と見られた。引退した時にケンタッキー州では最も長く上院議員を務めた者となっていたが、2009年にミッチ・マコーネルが新たな記録を作った。

## 概要
1924年9月8日にケンタッキー州デイビース郡で誕生した。ケンタッキー大学に入学したが、第二次世界大戦への従軍で勉学が中断させられた。戦後にメリーランド保険学校を卒業してケンタッキー州に戻り、一族の保険会社で父を助けた。ケンタッキー州軍で軍務も継続した。1959年にバート・コームズの州知事選挙で働き、コームズが当選するとその管理部長補佐になった。コームズの同盟者で後継者でもあるエドワード・ブレシットからケンタッキー州上院議員選挙への出馬を勧められ、これに当選して1期4年間務めた後の1967年に副知事選挙に出馬し当選した。この年は共和党のルーイー・ナンが知事に当選したので、異なる政党の組み合わせになった。その4年後にフォードは混乱した民主党予備選挙でコームズを破って州知事候補になり、本選挙でも当選した。
知事としてのフォードは行政府の部署を再編したり統合したりしてより効率的な政府にした。石炭に環境税を課することで歳入を増やし、教育体系を改善する立法を行った。州全体の役職から共和党員の大半を追い出した。その中には共和党の重鎮ジョン・シャーマン・クーパーの引退で空いた議席をウォルター・"ディー"・ハドルストンが勝ち取るよう協力したものがあった。1974年、フォード自身がもう1人の現職の共和党上院議員マーロウ・クックを追い出すことになった。フォードやその政治的同盟者の多くが急速に力を得たことに伴い、フォードと副知事のジュリアン・キャロルが政治汚職で捜査、告発されたが、大陪審が起訴を拒否した。上院議員としてのフォードはケンタッキー州のタバコ産業をしっかりと保護した。ミズーリ州選出上院議員キット・ボンドと共に上院州軍会議も結成した。1991年には民主党院内幹事に選ばれ、1994年には院内総務選挙への出馬も検討したが、コネチカット州のクリストファー・ドッドの支持表明をした時点で選挙を降りた。1999年に上院議員を辞職し、オーエンズボロに戻り、オーエンズボロ科学歴史博物館で若者に政治を教えている。

## 初期の経歴
1924年9月8日にケンタッキー州デイビース郡オーエンズボロ近くで誕生した。父はアーネスト・M・フォード、母はイレーヌ・ウールフォーク（旧姓シェンク）だった。父はケンタッキー州上院議員を務め、州知事アール・C・クレメンツの同盟者だった。フォードは初等教育をデイビース郡の公立学校で受け、デイビース郡高校を卒業した。1942年から1943年にはケンタッキー大学に通った。
1943年9月18日にフォードはオーエンズボロのジーン・ニールと、花嫁の両親の家で結婚式を挙げた。この夫妻には、1950年に生まれた娘のシャーリー・デクスターと1954年に生まれた息子のスティーブン・フォードがいる。家族はオーエンズボロの第一バプテスト教会に通った。
1944年、フォードはアメリカ陸軍に入隊するためにケンタッキー大学を離れ、1944年7月22日に第二次世界大戦に従軍した。管理的下士官として訓練され1945年11月17日に二等軍曹に昇進した。この任務の中で、アメリカン・キャンペーン・メダル、第二次世界大戦戦勝章、善行章を受章した。1946年6月18日に名誉の除隊となった。
戦後、フォードは故郷に戻って、一族の保険会社で父のもとに働き、1947年にはメリーランド保険学校を卒業した。1949年6月7日、ケンタッキー州軍に入隊し、オーエンズボロの第149歩兵連隊コンバットチームＩ中隊に配属された。1949年8月7日、歩兵少尉に昇進した。1949年、フォードの中隊が歩兵から戦車隊に転換され、フォードは第240戦車大隊の中隊長として仕えた。機甲部隊の中尉に昇進し、1956年には待命州兵となり、1962年に除隊となった。

## 政歴
フォードは公的な事項でも大変活動的であり、1954年にはケンタッキー州民として初めて青年会議所会長になった。1959年州知事選挙でバート・コームズ陣営の青年議長だった。コームズが当選すると、1959年から1963年までその管理部長補佐を務めた。1963年、フォードの母が死んだとき、オーエンズボロに戻って父の保険会社を助けた。この年、フォードは副知事選挙に出馬することが考えられたが、後にブレシット知事がキャスパー・"キャップ"・ガードナーに対抗してフォードに出馬を要請してくるまでは、政界に戻らないと決めていたと主張していた。ガードナーは州上院の院内総務であり、ブレシットの進歩主義的政策に反対する主要人物だった。フォードは1965年の選挙で305票を得ただけだったが、直ぐに州上院の重要人物になった。デイビース郡とハンコック郡を含む第8選挙区選出議員であり、その最初の任期に22の法案を提出して法制化させた。
1967年、フォードは副知事選挙に出馬した。この時はブレシットとコームズが州検事総長のロバート・マシューズを候補に選んでおり、その意思に逆らった出馬だった。フォードは予備選挙で、631票差、総投票数のわずか0.2%の差でマシューズを破った。州知事選挙ではブレシットとコームズがヘンリー・ウォードを候補に選び、共和党のルーイー・ナンに破れたが、フォードは独立した選挙戦を戦い、当選した。州の選挙で選ばれる役人は共和党5人と民主党4人と、両党で分け合うことになった。
副知事の期間は州の民主党政治マシーンを立て直した。それがその後のフォード自身やウォルター・ハドルストン上院議員とマーサ・レイン・コリンズ知事などを当選させる力になった。ナン知事が1968年に州消費税を3%から5%に引き上げる法案成立を求めたとき、フォードは食品と薬品を除外するならば成立すると言って反対した。しかしフォードの意見が通らず、消費税増税は例外なしに成立した。1971年、全国副知事会議実行委員会の委員になった。

### ケンタッキー州知事
フォードの副知事としての任期が切れるとき、1971年の州知事民主党予備選挙では8人の候補の1人だった。最有力候補はフォードの庇護者でもあるコームズだった。その選挙戦中にフォードはコームズの高齢（60歳）と、コームズ政権中に成立した消費税を攻撃した。コームズが収入のよい連邦裁判所判事の職を辞して、州知事の2期目を求めることになった動機を疑問視した。フォードはコームズ1人や他の6人の候補を併せたよりも多くの票を獲得した。予備選挙でコームズに対して番狂わせを演じたことは、その優れた戦略とコームズの油断の性だとしていた。この選挙後、コームズは「これが私の政治への道の終点になる」と予言したが、それはあたっていた。

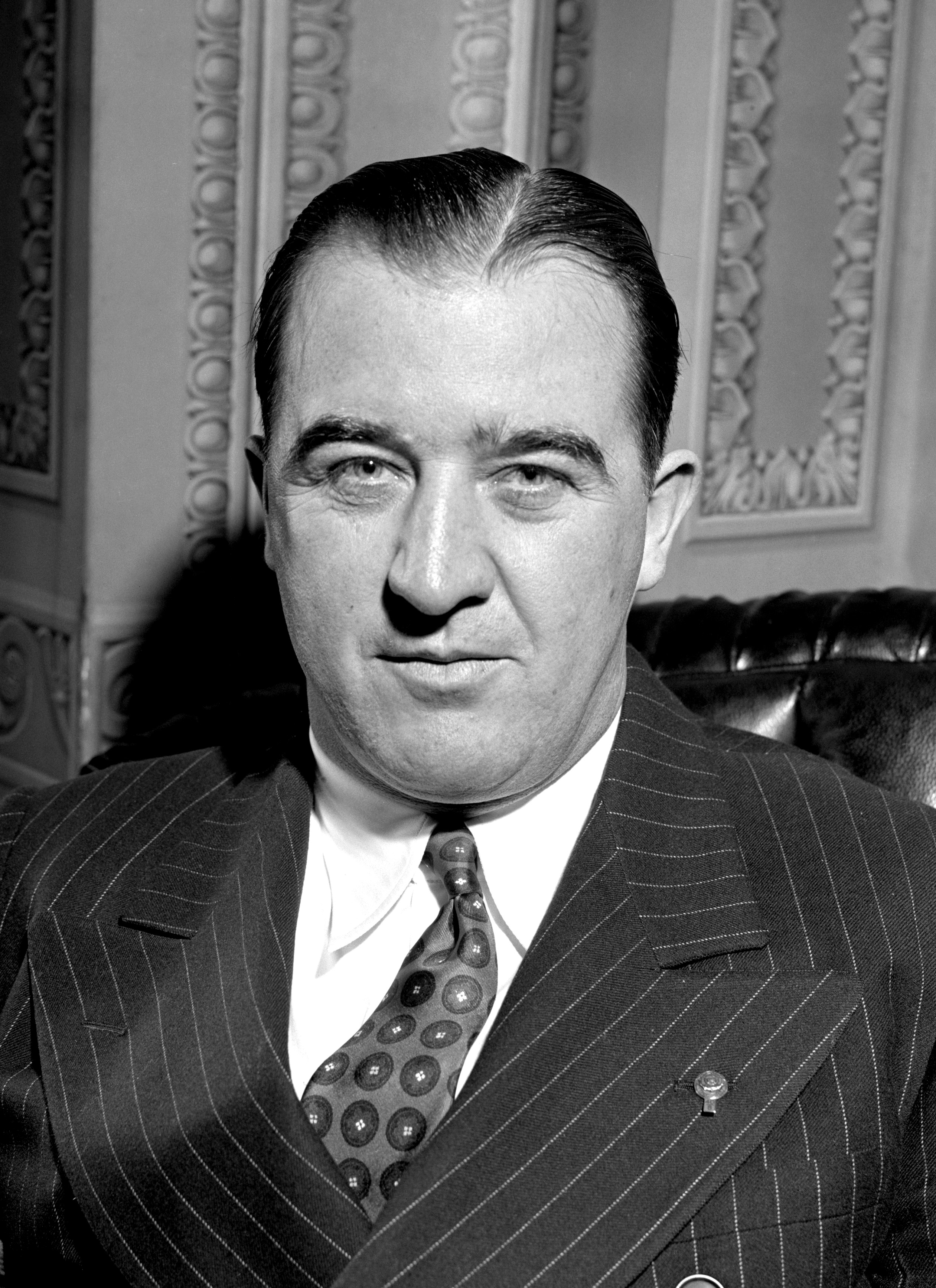
元州知事A・B・"ハッピー"・チャンドラー、1971年の州知事選挙でフォードに対抗して出馬した

州知事の本選挙には4人が立候補した。同じ民主党員で元知事のA・B・"ハッピー"・チャンドラーが独立系候補として出馬していた。実際には共和党候補のトム・エバートンとの対決になり、これに58,000票差をつけて当選した。コームズとチャンドラーが政界から引退し、ケンタッキー州民主党での派閥争いが、20世紀では唯一静まるときとなった。
フォードは知事として、石炭に環境税を課すること、ガソリン1ガロン当たり2セントの課税、さらに法人税増税で歳入を増やした。これら増税を州消費税から食品を免税とすることでバランスさせた。その結果として大きな歳入超過となり、幾つかの建設計画を提案することができた。知事の予備選挙で勝利した要因は大都市ルイビルを抱えるジェファーソン郡で勝利したことであり、州立会議場を建設し、ケンタッキー州催事展示場を拡張するための予算を承認することで、その支持に応えた。また最初の会期を通じて刑法犯罪の制度改革も誘導した。
フォードはルイビル大学の市立から州立への移行も監督した。州の教育制度改革を推進し、ケンタッキー大学理事会の自らの議長職を辞めて、大学委員会の学生や職員委員の投票権を拡張した。これらの変更は州立カレッジの管理者を、政治的な報酬という意味合いから専門家の指名という方向に移させた。フォードは州の教育予算を増加させ、高等教育委員会の権限を拡大した。教師に対して団体交渉を認める法案には拒否権を行使した。
フォードは行政府の効率と組織を改善し、幾つかの「超内閣」組織を作ってその下に多くの部門を統合することで、日常の業務に注意を向けさせたことが評価された。1972年会期では、財務管理局を創設し、計画開発部と財務局の機能を統合した。機能の統合では憲法による制限があってときには悩まされたが、優先事項を組み替え、州のためになることを実現させた。
1972年3月21日、アメリカ合衆国最高裁判所が「ダン対ブラムスタイン事件」の判決を下した。これによるとある州に30日間居住した市民はその州の住人であり、そこでの投票権があるとしたものだった。ケンタッキー州憲法では州内に1年間、郡内に6か月、選挙区に6日住んでいれば、選挙権が得られることになっている。この問題は11月にある1972年アメリカ合衆国大統領選挙の前に解決していなければならず、フォードは州議会の特別会期を招集し、必要な矯正を行う立法を行うようにした。さらに州議会の議題に加えて、州の環境保護機関の創設、1970年国勢調査に従ったアメリカ合衆国下院議員選挙区の線引き再編、通過したばかりの平等権修正の批准があった。これら全ての法案が成立した。
フォードは1972年6月に脳の動脈瘤手術を受けたものの、フロリダ州マイアミビーチで開催された1972年民主党全国大会に出席した。フォードは大統領候補にエドマンド・マスキーを支持したが、後に公認候補のジョージ・マクガヴァンがケンタッキー州を訪れたときは歓迎した。この大会はフォードにとって全国的政治における役割の始まりとなった。民主党の財務部長ロバート・シュワルツ・ストラウスをマクガヴァンの選挙運動が扱うやり方に気分を害させられたフォードは、マクガヴァンが落選した後で、ストラウスが民主党全国大会の議長に選ばれるのを支持した。フォードがストラウスの選出に関わった結果として、1973年から1974年の民主党知事会議ではフォードが議長に選ばれた。この会議の自然資源と環境管理委員会では副委員長も務めた。
1974年の会期では、1973年石油危機に対応して石炭液化とガス化の研究を6年間行うことを提案した。人的資源への予算を増加させ、行政府の再編成を継続し、交通、開発、教育と芸術、人的資源、消費者保護、規制、安全、司法に関する閣僚を増やした。前政権が雇用した州職員を首にすることでは、前任知事よりも冷酷ではないと見なされ、以前は対象になっていなかった州職員まで成果主義制度を拡大した。この拡大にも拘らず、特に前のナン政権で指名されていた州人事局長を交代させたことでは批判された。資格試験で合格した職員が雇用されるまでに政治的な空白期間を置くよう要求されるという事実も批判された。

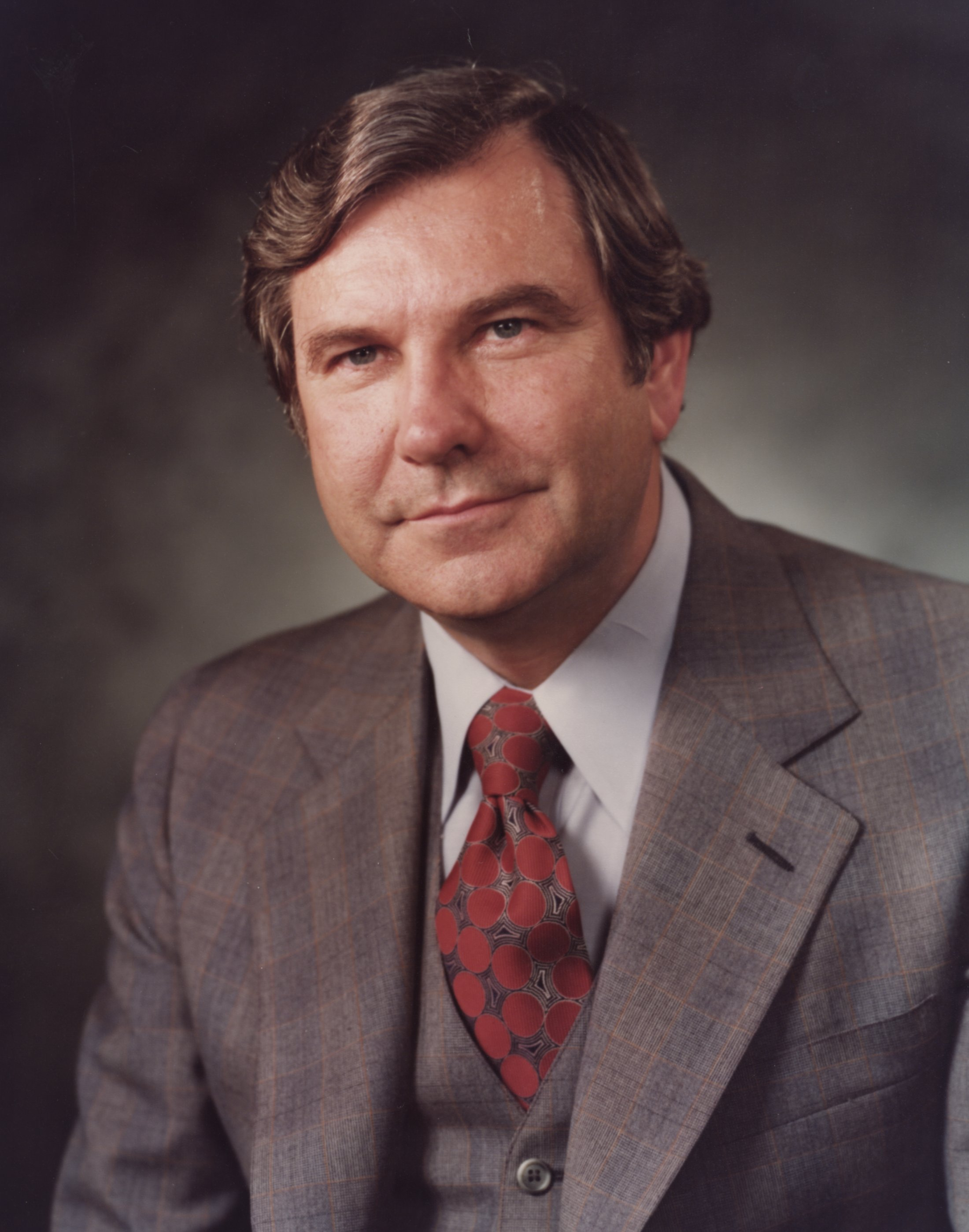
ディー・ハドルストン、フォードの選挙マネジャー、1972年にアメリカ合衆国上院議員に選出

フォードは州民主党を一つに纏め、1972年にはアメリカ合衆国上院議員の議席を1956年以降確保できていなかったのを取り戻させた。その議席は共和党のジョン・シャーマン・クーパーの引退で空席となったものであり、フォードの選挙マネジャー、ウォルター・"ディー"・ハドルストンが取った。その後フォードの友人達がフォードに、ケンタッキー選出のもう一人のアメリカ合衆国上院議員を1期務めているマーロウ・クックを追い落とすよう働きかけ始めた。フォードは副知事のジュリアン・キャロルにクックの後任を狙うようにして欲しかったが、キャロルは既に次期知事の座を狙っていた。フォードの仲間達もキャロルより協力な候補者を知らず、世論調査ではクックを破る民主党員とすれば、フォードしかいなかった。フォードは出馬に同意し、1974年議会が終わった直後に立候補を表明した。
選挙の間の主要な問題はレッド川にダムを建設することだった。クックはダムに反対したが、フォードはそれを支持し、州予算の剰余分からその建設に割り当てた。1974年上院議員選挙では、フォードが399,406 票、 クックが328,982 票という結果になり、フォード自ら主要な役職から最後の共和党員を追い出し、州民主党の最活性化を完成させた。クックは12月に議員を辞したので、フォードは上院の年功では高い位置に入ることになった。フォードは上院議員に就任するために知事を辞し、キャロルに譲った。
フォードとその一党が州の主要政治役職に急速に上り詰めた後で、フォードとキャロルは汚職疑惑で捜査を受けた。4年間続くこの捜査は1977年に始まり、フォードの任期中に操作されたとされる州保険リベート計画に集中された。1972年、フォードはその政治的後援者数人から州職員のための保険証券を、競合入札なしで購入した。州法では、競合入札を求めておらず、前任の知事達は同様なことを行っていた。捜査員は保険会社が政府の契約を得る時に、党役人と分割手数料を得る手配があったと考えたが、フォードは個人的な利得よりも政治的恩恵のためにこのやり方を認めたと疑われた。1981年、検察はフォードとキャロルを恐喝容疑で告訴を求めたが、大陪審が拒否した。大陪審の手続きは秘密なので、何が実際に起こったことなのか、公にされることはなかった。しかし州の共和党は、フォードが被告の立場にあるときにアメリカ合衆国憲法修正第5条の立場を選んでおり、自己負罪に対する権利を行使したと主張した。フォードはこの報告に対して確認も否定も拒んだ。

### アメリカ合衆国上院議員
フォードは1974年に上院議員に就任し、1980年、1986年、1992年に再選され続けた。1980年の予備選挙では検事のフロラ・スチュアートからほんの印だけの反対を受けただけだった。1986年の1992年の民主党予備選挙では無投票で選ばれた。これに対して共和党はどの選挙でも有力な候補を送り出せなかった。1980年の場合、70歳代の元州監査官メアリー・ルイーズ・ファウストを334,862票差で破った。フォードが得た720,891票はこの選挙の総投票数の65%であり、ケンタッキー州では新記録となった。1986年には共和党のジャクソン・アンドリューズ4世と対戦し、フォードは総投票数の74%を確保し、州内全120郡を制するという記録破りのものになった。1992年では州上院議員のデイビッド・L・ウィリアムズが善戦したものの、票差は477,002票、フォードの得票率は63%だった。
フォードは1983年と1991年の2度、真剣に上院議員を辞めて州知事に復帰することを検討したが、どちらも断念した。1983年の場合、予備選挙で相手となるのは現職副知事のマーサ・レイン・コリンズだった。コリンズはフォードと同じ派閥であり、その判断に影響した。フォードは州知事選挙に出馬しないことにした理由として、上院での年功があり、上院院内幹事になりたいことを挙げた。
フォードはその経歴の初期で、人種統合されたバスに対して憲法修正を支持した。毎年予算審議であまりに多くの時間が使われていると考え、連邦予算を2年ごとの策定とする提案を行った。このアイディアはケンタッキー州予算で使われているものをモデルにしていたが、実行はされなかった。第95期議会（1977年-1979年）で、宇宙航空科学委員会の委員長を務めた。
1977年から1983年、フォードは民主党上院選挙員会の委員となった。フォードは先ず1988年に民主党院内幹事の地位を求めたが、カリフォルニア州出身のアラン・クランストンに破れた。クランストンは1977年からこの地位を保持していた。フォードは選挙戦に遅れて登場しており、「ニューヨーク・タイムズ」の記者はクランストンを破る可能性を過大評価していたとしていた。フォードはその敗北を認めた直後に、次の1990年の選挙にも出馬すると表明した。その選挙でフォードは再びクランストンと対峙したが、クランストンが前立腺癌との闘病のために撤退を表明した。フォードはクランストンの撤退が無くても勝てるだけの党内での支持を確保していた。院内総務ジョージ・J・ミッチェルが1994年に上院を引退すると、フォードは院内総務の地位に幾らか関心を示した。最終的にそれは断念し、ケンタッキー州の問題に注力することとした。フォードは院内総務の地位にはクリストファー・ドッドを支持した。

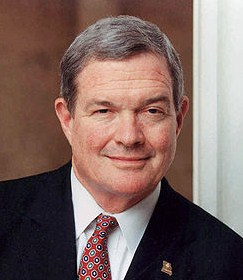
ミズーリ州選出上院議員キット・ボンドとボンドは、1989年に上院州軍会議を結成した

第98期議会（1983年-1985年）、フォードは委員会制度研究のための特別委員会委員を務め、第100期議会から第103期（1987年-1995年）では、議院運営委員会の委員を務めた。1989年、ミズーリ州選出上院議員キット・ボンドと共に、先進的州軍能力と即応性を進める上院議員の連衡である上院州軍会議を結成した。フォードは、ミシシッピ州選出アメリカ合衆国下院議員サニー・モンゴメリーと州軍協会および州軍局とで行われた仕事を見た後でこの会議を結成する動機を得たと言っていた。フォードは1999年に上院議員を辞職するまでこの会議の共同議長をボンドと共に務めた。ケンタッキー州軍は1998年にミューレンバーグの訓練施設をウェンデル・H・フォード訓練センターと名付けた。1999年州軍局がフォードに最高の栄誉であるサニー・モンゴメリー賞を与えた。
ミズーリ州選出上院議員トマス・イーグルトンが、フォードとディー・ハドルストンは「おそらく1つの州の上院議員の組み合わせとして最良のものだ」と評した。二人ともケンタッキー州の主要換金作物であるタバコの保護者だった。フォードは通商委員会の委員を務め、タバコ産業の製造部門に影響する法に関与し、一方ハドルストンは農業委員会の委員を務め、タバコ農家に利益となる保護計画を進めた。フォードは消費財安全法からタバコを免除させ、タバコ税の増税には一貫して反対した。アメリカ合衆国が輸入できる外国産タバコの量を制限する関税及び貿易に関する一般協定の修正を提案した。
フォードはその経歴の後半で、タバコ会社に対する訴訟の解決の仕方について、ハドルストンの後継者ミッチ・マコーネルと意見が分かれた。フォードは価格維持プログラムを保護するパッケージ法案を指示したが、マコーネルはタバコ農家には小さな救済パッケージを提示し、価格維持プログラムは終わらせることを支持した。どちらの提案も結局は通過せず、二人の間の溝が癒されることはなかった。
フォードは通商委員会の航空小委員会議長として、ルイビル、北ケンタッキー、グラスゴーの空港を改良する資金を確保した。ハザードのウェンデル・H・フォード空港は、フォードにちなむ命名である。1990年の航空機騒音を減らすこと、航空機の安全性を改善すること、航空会社にその能力について利用者に情報を与えるよう要求することを目的とした法案は、ウェンデル・H・フォード21世紀のための航空投資改良法と呼ばれた。
フォードは上院議員としての経歴について、「私は国政に興味を抱いたことはなかった。私はケンタッキー州の問題に関心があった」と語っていた。それでも、連邦法の幾つか重要なものには影響を与えた。育児介護休業法から従業員50人以下の企業を除外する修正法を提案した。1993年のドライバー投票者法（選挙人登録簡易化法）の成立には重要な役割を果たした。連邦最低賃金の増額と1996年福祉改革法を支持した。クリーン石炭技術研究の支持者でもあり、ウェストバージニア州選出上院議員のジェイ・ロックフェラーと共に、炭坑夫退職助成金の確保にも動いた。国際問題では主役にならないことでも知られたが、湾岸戦争に対する代案として、イラクに対する経済制裁の継続を支持した。ケンタッキー州の有権者にも不評であることが分かったパナマ運河条約には反対票を投じた。1993年、ビル・クリントンの就任委員会で議長を務めたにも拘らず、北米自由貿易協定に反対票を投ずることで、クリントン政権と決裂した。
フォードはケンタッキー州知事の時もそうであったように、政府の効率改善に注意を向けた。第101期と第103期の議会で印刷に関する合同委員会に務め、大量に印刷し、再生紙を使うことで政府の印刷費用を数百万ドル節約させた。1998年、バージニア州の上院議員ジョン・ウォーナーが1998年ウェンデル・H・フォード政府印刷改革法を提案した。フォードはこれに共同提案者として署名した。この法案は印刷にかんする合同委員会を除外し、その権限と機能を上院議事運営委員会と下院監督委員会、および政府印刷局の管理者との間で分割した。これには集権化した政府印刷サービスをもつことになり、自分たちの文書を印刷局で印刷しない政府機関を罰することもできるようにするものだった。この法案の反対者は印刷局に認められた幅広い権限と、著作権保護の弱体化に関する心配を挙げていた。この法案は委員会を前向きで通過したが、クリントン弾劾が差し迫っており、それに関わる日程の問題で滞った。次の会期でウォーナーは印刷に関する合同委員会の議長に戻らなかった。フォードは上院議員を引退し、この法案が再提案されることはなかった。

## その後の人生
1998年、フォードは上院議員の5期目を求めないことにして、オーエンズボロに引退した。暫くはワシントンへのロビー活動と法律の会社であるディックスタイン・シャピロ・モーリン・アンド・オシンスキーのコンサルタントを務めた。その引退の時にはケンタッキー州選出の上院議員として最長の記録になっていた。2009年1月、ミッチ・マコーネルがフォードの24年間を上回り、現在も更新中である。
1978年8月、アメリカ国道60号線がオーエンズボロ市の外郭を半周して完成し、ウェンデル・H・フォード・イクスプレスウェイと改名された。西ケンタッキー・パークウェイも、ポール・E・パットン州知事の政権でウェンデル・H・フォード・西ケンタッキー・パークウェイと改名された。2009年、フォードはケンタッキー州交通の殿堂に入れられた。
フォードは現在、オーエンズボロ科学歴史博物館で市内の若者に政治を教えている。その建物にはフォードの上院議員室の模型が収めてある。
2015年1月22日、肺癌のため死去。90歳だった。